# Huazalingo, Hidalgo
Huazalingo är en ort i Mexiko.   Den ligger i kommunen Huazalingo och delstaten Hidalgo, i den sydöstra delen av landet, 180 km norr om huvudstaden Mexico City. Huazalingo ligger 897 meter över havet och antalet invånare är 842.
Terrängen runt Huazalingo är kuperad österut, men västerut är den bergig. Runt Huazalingo är det ganska tätbefolkat, med 129 invånare per kvadratkilometer. Närmaste större samhälle är Huejutla de Reyes, 19,9 km nordost om Huazalingo. I omgivningarna runt Huazalingo växer huvudsakligen savannskog.